# Ryōko Kui
Ryōko Kui (九井諒子 Kui Ryōko?) es una mangaka japonesa, conocida por haber publicado la serie de aventuras Dungeon Meshi.

## Biografía
Se conocen pocos detalles sobre la vida privada de Ryōko Kui, más allá de que es una mujer. En varias entrevistas ha descrito su afición por los juegos de rol y citado como influencias varias novelas de aventuras —El señor de los Anillos, La historia interminable—, los manuales de jugador de Dungeons & Dragons. y videojuegos como Wizardry, Dragon Quest y Baldur's Gate.
La autora comenzó a publicar fan art, ilustraciones en Pixiv y mangas autoeditados en la década del 2000. Uno de sus primeros trabajos fue un webcómic de fantasía, UORIR: Amble (2008-2012) que mantuvo en su blog personal. En 2011 publicó su primera obra como mangaka profesional, Ryuu no Gakkou wa Yama no Ue, con historias autoconclusivas de género fantástico. Dos años después, en 2013, fue galardonada con un Premio de Excelencia en el Festival de Arte de Japón por Hikidashi ni Terrarium.
En febrero de 2014 comenzó su primera serie regular, Dungeon Meshi, en la revista Harta de Enterbrain. El manga llamó la atención del público por combinar elementos de juegos de rol como la exploración de mazmorras, la cocina de monstruos y las relaciones personales entre los protagonistas. Dungeon Meshi se mantuvo en publicación desde 2014 hasta 2023, con un total de 97 capítulos recopilados en 14 volúmenes tankōbon. En 2016 fue votado como mejor seinen en el Kono Manga ga Sugoi! y estuvo nominado en cuatro ocasiones a los premios Manga Taishō. Además tuvo una adaptación a anime en 2024, a cargo de Studio Trigger, que fue emitida por Tokyo MX en Japón y Netflix a nivel internacional.

## Obra
- Ryuu no Gakkou wa Yama no Ue (2011)
- Hikidashi ni Terrarium (2013)
- Dungeon Meshi (2014-2023) (ed. española; Tragones y Mazmorras, Milky Way Ediciones)